# Serpente de Aço
Serpente de Aço (Steel Serpent no original em inglês) alter-ego de Davos, é um personagem fictício, um super-vilão que aparece nas revistas em quadrinhos americanas publicadas pela Marvel Comics. O personagem é usualmente retratado como um inimigo do Punho de Ferro.

## Publicação
O primeiro, de outra forma anônimo, Serpente de Aço apareceu em The Deadly Hands de Kung Fu #10 (1974), sua única aparição, e foi criado por Tony Isabella e Frank McLaughlin.
O segundo Serpente de Aço, Davos, estreou em Iron Fist #1 (1975) e foi criado por Chris Claremont e John Byrne.

## Biografia ficcional do personagem
O Serpente de Aço é um nativo de K'un-L'un chamado Davos, o filho de Lei Kung, o Trovão. Um talentoso aluno das artes marciais, Davos foi um dos dois últimos candidatos para o direito de contestar pelo poder do Punho de Ferro, mas foi derrotado em combate único por Wendell Rand, filho adotado do governante de K'un-L'un, Senhor Tuan. Davos acusou Tuan de favorecer injustamente seu filho e deixou a cidade sem permissão para enfrentar o dragão Shou-Lao. Falhando em derrotar o dragão, ele voltou a K'un L'un em desgraça e foi exilado para a Terra. Wendell Rand deixou K'un-L'un no mesmo dia sem ter confrontado o dragão. 20 anos depois, o filho de Wendell, Danny Rand, conseguiu ganhar o poder do Punho de Ferro e logo depois também voltou à Terra. Davos rastreou o Punho de Ferro em Nova York e roubou seu poder, possuindo-o até que ele o consumiu e Punho de Ferro o absorveu de volta para si mesmo.
O espírito de Davos foi lançado em um reino acessível a partir da Gema da Anomalia, e através disso Davos usou o Contemplador para reunir os fragmentos da Gema da Anomalia e se libertar. Então, ele novamente lutou com Punho de Ferro e roubou seu poder; Davos então retornou a K'un-L'un e assumiu a cidade. Lei Kung se aliou com Punho de Ferro, que derrotou Davos e restaurou a regra de Yu-Ti.

### O Imortal Punho de Ferro
Davos foi restaurado pela Mãe das Garças, prometendo localizar e destruir o renegado do Punho de Ferro, Orson Randall, em troca. Seu poder foi ainda melhorado através do consumo das forças vitais das filhas da Mãe das Garças. Davos aliou-se com a HIDRA contra Punho de Ferro para impedir o trem Randrapid da Rand-Meachum Inc. de criar um túnel através das montanhas K'un-Lun. Davos localizou Randall em uma estufa de ópio em Banguecoque, Tailândia e relatou isso para a Mãe das Garças, que enviou um par de suas filhas para investigar. Agentes de Davos, posando como policias do Departamento de Polícia de Nova Iorque, pegou Randall enquanto ele chegou em um aeroporto dos EUA, mas Randall determinou a verdade e se libertou. Davos encontrou-se com Xao, porta-voz da empresa da frente da HIDRA, Wai-Go, expressando seu descontentamento com o fracasso da HIDRA. Depois de matar um agente da HIDRA que não conseguiu engatar Punho de Ferro, Davos enviou outros agentes para trazer tanto Orson Randall como Daniel Rand. Massacrando um grupo de agentes HYDRA em uma sessão de treinamento, Davos, em seguida, tirou duas legiões inteiras de agentes da HIDRA e destruiu um Mechagorgon. Ele então contatou a Mãe das Garças, pedindo uma dúzia ou mais filhas para permitir que ele alcançasse o pico de seu poder para deter seus inimigos. Mãe das Garças concordou com o pedido.
Mãe das Garças enviou mais de uma dúzia de filhas à Serpente de Aço, junto com a advertência de que se ele falhasse consumiriam sua alma imortal. Davos levou os agentes da HIDRA e as filhas da Mãe das Garças à sede da Rand Corporation para sequestrar Jeryn Hogarth para Xao, mas Luke Cage e as Filhas do Dragão já estavam lá para proteger Hogarth. Quando os Punhos de Ferro chegaram no Edifício Rand foram confrontados na rua pelo exército de Davos. Davos acabou atacando Orson Randall, que deixou Davos matá-lo para que ele não tivesse que continuar correndo (ou então o que ele disse na época, mas sua verdadeira motivação só seria revelada muito mais tarde). Randall deu a Rand seu chi, permitindo-lhe se afastar de Davos, que jurou enfrentá-lo novamente no Torneio das Cidades Celestiais.
Quando chegou a hora de Davos para entrar no torneio, ele foi abordado pelo Príncipe dos Órfãos para revelar o seu novo nome de Guerreiro desde que ele estava representando Kun-Zi pela primeira vez, ao qual ele escolheu "A Fênix de Aço". Davos agora exibe asas em ambos os lados da sua tatuagem serpente para espelhar isso.
No início do torneio, Davos enfrentou a Bela Filha do Tigre. Durante a luta, ela cortou a mão de Davos. Enfurecido, Davos concentrou seu chi criando uma nova mão e começou a bater violentamente em sua oponente quase até á morte, até mesmo recusando-se a deixá-la se render. No dia seguinte, o velho e sábio Príncipe dos Órfãos desafiou Davos para uma luta em vez de seu adversário programado, Cobra Gorda. Davos aceitou e viu seu openente se transformar em uma névoa verde de chi e foi rapidamente derrotado pelo lutador de idade, que então declarou que táticas tão brutais como as de Davos não seriam aceitáveis para futuras lutas.
Mais tarde, Davos tomou parte na rebelião de K'un-L'un, depois que seu pai o forçou a reconhecer a possível traição de seus aliados, pedindo-lhe para considerar a possibilidade de que poderia haver outro ângulo que ele não tinha antecipado e não constantemente assumindo que ele estava sempre certo. Ele ajudou a derrotar Yu-Ti, líder de K'un-L'un. Seu pai, Lei Kung, o Trovão, que assumiu a liderança de K'un-L'un, atribuiu-lhe a guarda de um enorme ovo de dragão, do qual Shou-Lao, será renascido um dia.

## Poderes e habilidades
O Serpente de Aço é um mestre das artes marciais de K'un-Lun, incluindo aquelas praticados há milênios. Suas habilidades rivalizam com as do Punho de Ferro (Danny Rand-K'ai) e ele já venceu Danny várias vezes em combate, embora geralmente com o elemento surpresa ao seu lado. Ele é muito forte, rápido, ágil e resistente com rápidos reflexos e reações. Ele provou ser capaz de drenar o poder do Punho de Ferro (as energias de Shou-Lao) de seu portador pressionando sua tatuagem serpentina contra a tatuagem de dragão do portador. Em pelo menos uma ocasião ele manteve algum fragmento do poder de Shou-Lao depois que o detentor anterior do Punho de Ferro recuperou seu poder. Com todo seu poder, ele tem resistido a ataques do super-poderoso Homem-Aranha.
Davos também usou as energias ardentes da Picada da Serpente, embora isso possa ser uma função das luvas talonadas que ele usava na época. Quando morto, o espírito de Davos é transferido para a Gema de Anomalia ao lado dos espíritos de todos os Punhos de Ferro passados. De lá ele pode ser ressuscitado sob certas circunstâncias.
Desde que assumiu o nome de guerra de Fênix de Aço, Davos conseguiu realizar o Golpe da Fênix de Aço. A primeira vez que ele executou este movimento, permitiu que ele criasse uma mão substituta de chi puro (quando ele teve uma mão cortada pela Bela Filha do Tigre).

## Em outras mídias

Sacha Dhawan como Davos em Punho de Ferro.

- Na série de televisão Daredevil, da Netflix, "Serpente de Aço" é o nome da marca de heroína vendida por Madame Gao, um membro do Tentáculo, que é uma senhora traficante e aliada de Wilson Fisk. A tatuagem de dragão sem asas que é o símbolo do Serpente de Aço é carimbada em pacotes de heroína.
- Davos faz sua estreia na tela em Punho de Ferro, onde ele é interpretado por Sacha Dhawan.[18] Enquanto ele inicialmente foi enviado para recuperar Danny depois que ele deixou K'un-Lun, Davos tem uma grande implicância com Danny devido à sua inveja por ele se tornar o Punho de Ferro e se desviando de seu propósito destinado. No final da primeira temporada, é sugerido que Davos é aliado da Madame Gao. Na segunda temporada ele é o principal antagonista.